# Xerophaeus silvaticus
Xerophaeus silvaticus är en spindelart som beskrevs av Tucker 1923. Xerophaeus silvaticus ingår i släktet Xerophaeus och familjen plattbuksspindlar. Inga underarter finns listade i Catalogue of Life.